# El hombre de mármol
Hombre de Mármol (polaco: Człowiek z marmuru
) es una película polaca de 1977 dirigida por Andrzej Wajda. El film narra el ascenso y la caída en desgracia de un ficticio albañil polaco, Mateusz Birkut (interpretado por Jerzy Radziwiłowicz), que se convierte en el símbolo Estajanovista (trabajadores que promueven el aumento de la productividad laboral) de Nowa Huta, una nueva ciudad socialista cercana a Cracovia. Agnieszka, interpretada por Krystyna Janda en su primer papel cinematográfico, es una joven directora de cine que está haciendo su película fin de carrera (un requisito para su graduación) sobre la vida de Birkut, cuyo paradero nadie parece conocer dos décadas más tarde. El título del film se refiere a las estatuas de mármol que se hicieron a imagen de Birkut como propaganda soviética. 
Parece un poco sorprendente que en aquella época Wajda fuese capaz de hacer una película que tan veladamente atacaba el realismo socialista de Nowa Huta, mostrando abiertamente el uso de propaganda y la corrupción política durante el periodo del Estalinismo. El director de película presagió el relajamiento de la influencia soviética que vino asociado al Movimiento de Solidaridad, aunque ha sido señalado por historiadores de cine polaco que debido a la presión de la censura el guion permaneció de hecho inmovilizado desde el año 1962. La película utiliza abundantes imágenes de documentales originales sobre la construcción de Nowa Huta y otros temas de la primera etapa comunista de Polonia, así como de la música propagandista de la Polonia Estalinista.
- Datos: Q1195506